# Cantó d'Arbois
El cantó d'Arbois és un cantó francès del departament del Jura, situat al districte de Lons-le-Saunier. Té 14 municipis i el cap és Arbois.

## Municipis
- Abergement-le-Grand
- Arbois
- Les Arsures
- La Châtelaine
- La Ferté
- Mathenay
- Mesnay
- Molamboz
- Montigny-lès-Arsures
- Les Planches-près-Arbois
- Pupillin
- Saint-Cyr-Montmalin
- Villette-lès-Arbois
- Vadans

## Història
| Data d'elecció                           | Identitat       | Partit           | Qualitat |
| ---------------------------------------- | --------------- | ---------------- | -------- |
| 1945-196.                                | Marcel Poux     | RPF, després UNR |          |
| 196.-1967                                | M. Nevers       | Divers droite    |          |
| 1967-1979                                | M. Millet       | CD, després CDP  |          |
| 1979-1985                                | M. Chauvin      | PS               |          |
| 1985-2004                                | Gabriel Marmier | UDF              |          |
| 2004-                                    | Norbert Maire   | PS               |          |
| les dades anteriors no són pas conegudes |                 |                  |          |
|                                          |                 |                  |          |